# آکادمی بارنبویم-سعید
آکادمی بارنبویم-سعید (آلمانی: Barenboim-Said Akademie , عربی: أکادیمیة بارنبویم-سعید، عبری: אקדמיית ברנבוים-סעיד‎) یک آکادمی موسیقی، واقع در شهر برلین، آلمان است که در سه مقطع مقدماتی، کارشناسی و تحصیلات تکمیلی (دیپلم هنری) به فعالیت مشغول است. این مرکز در ۸دسامبر سال ۲۰۱۶ افتتاح شد. این آکادمی بصورت مشترک توسط رهبر ارکستر و پیانیست مشهور دانیل بارنبویم و نظریه‌پرداز ادبی ادوارد سعید بنیان نهاده شد. این آکادمی با ظرفیت ۹۰ موسیقیدان جوان، با تمرکز بر پذیرش از کشورهای خاورمیانه و شمال آفریقا، جهت مشارکت در ارکستر دیوان غربی- شرقی، فعالیت می‌نماید.

## تاریخچه

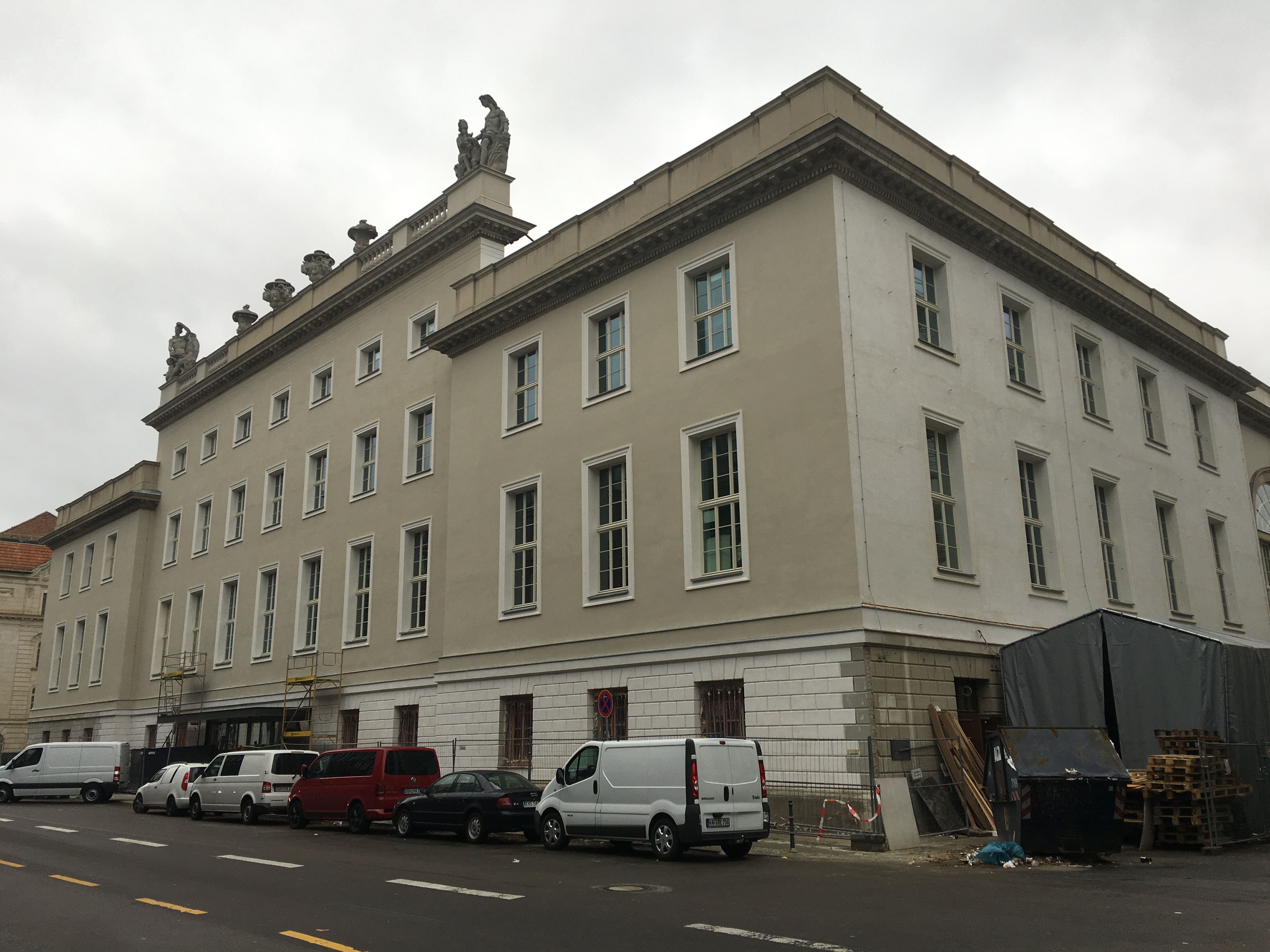
نمای آکادمی بارنبویم-سعید در خیابان Französische Straße

انگیزه ایجاد آکادمی بارنبویم-سعید در ۲۰۱۵ از یک پروژه صلح آمیز که از سالها قبل آغاز شده بود، بوجود آمد: ارکستر دیوان غربی-شرقی. ادوارد سعید و دانیل بارنبویم در سال ۱۹۹۹ ارکستر دیوان غربی-شرقی را در وایمار آلمان تأسیس کردند. نام این ارکستر از کتاب مجموعه اشعار یوهان ولفگانگ فون گوته، به نام West-östlicher Divan (دیوان غربی-شرقی) برگرفته شده‌ است کتابی که گوته در سرودن آن از شاعر بزرگ ایرانی، حافظ الهام گرفته‌ است. اولین اجرای این گروه در سال ۱۹۹۹، بعنوان بخشی از رویداد فرهنگی-هنری وایمار به عنوان پایتخت فرهنگی اروپا، برگزار شد. آکادمی بارنبویم-سعید که از دل این ارکستر بیرون آمده، برنامه هایی را با هدف «آموزش نوازندگان بسیار خوبی که علاقمند و تحصیل کرده نیز هستند» به‌طور مشترک در زمینه موسیقی و علوم انسانی ارائه می‌دهد. 

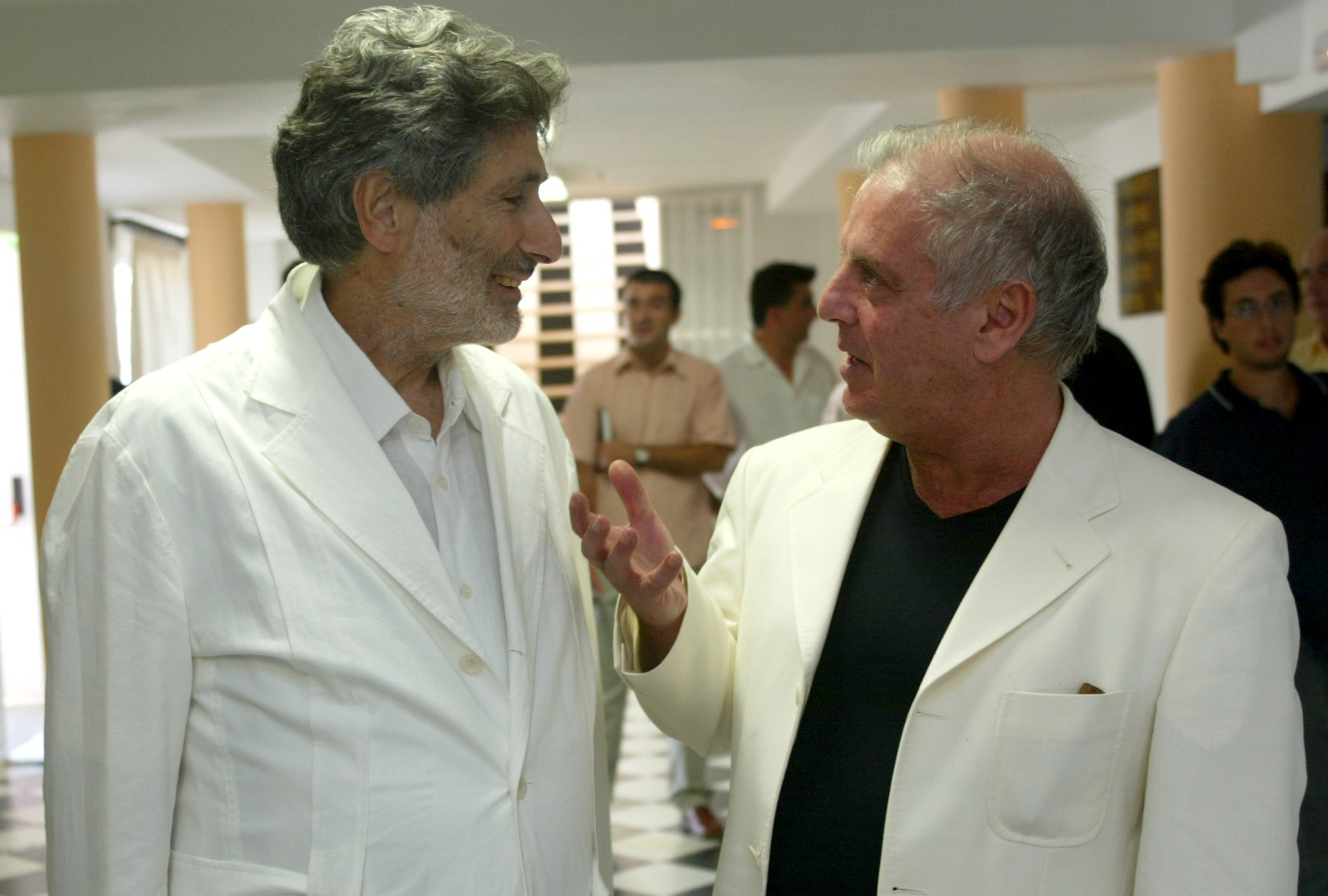
ادوارد سعید و دانیل بارنبویم در سِویل، ۲۰۰۲

## ساختمان و امکانات

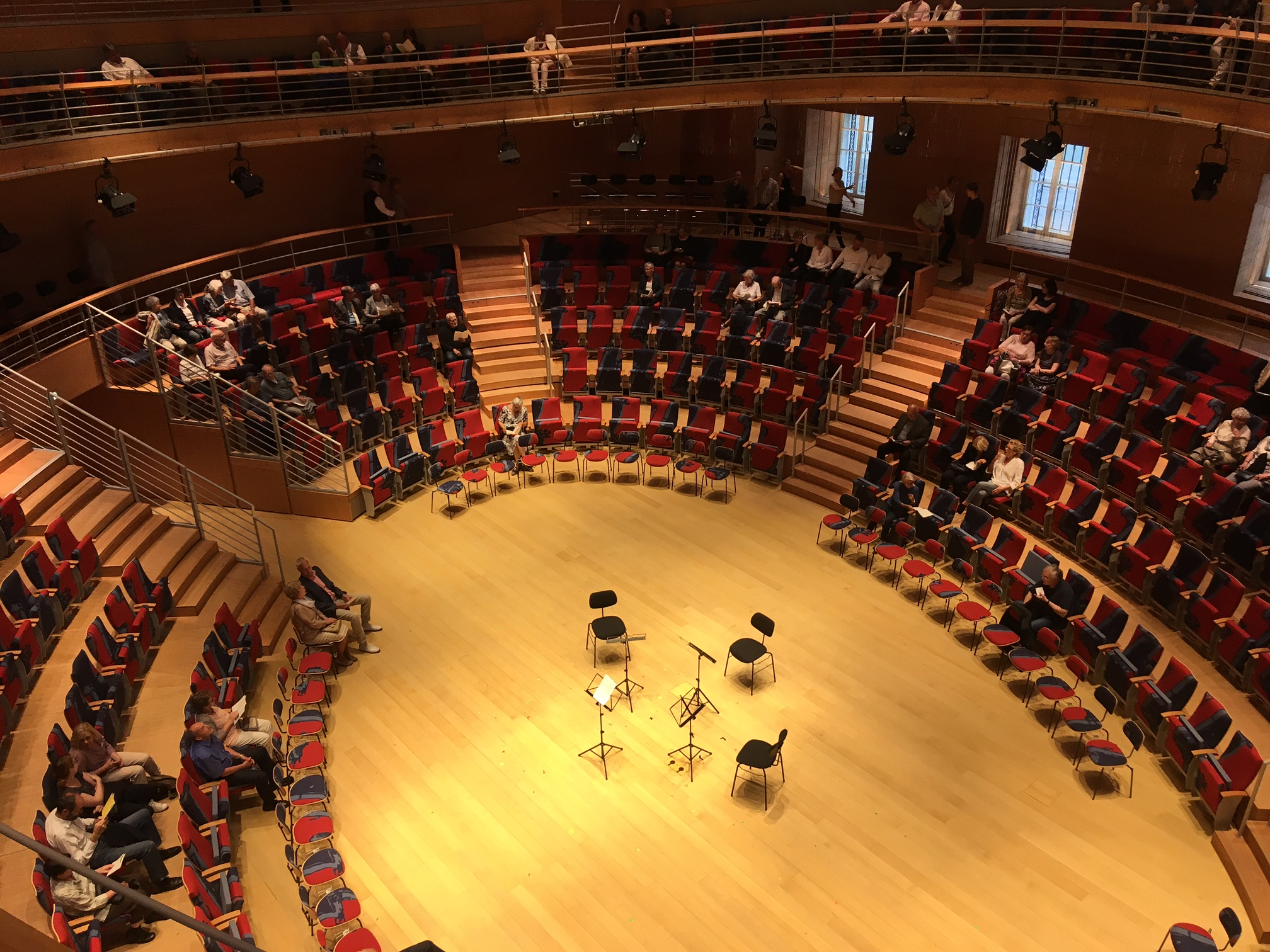
سالن پیر بولز

آکادمی بارنبویم-سعید در منطقه Mitte برلین واقع شده‌است. این آکادمی در انبار سابق مجموعه‌های Staatsoper Unter den Linden واقع شده‌است. پس از تخریب در جنگ جهانی دوم بین سالهای ۱۹۵۱ تا ۱۹۵۵ توسط معماری به نام ریچارد پاولیک بازسازی شد. نمای بیرونی و قسمتهای اصلی داخلی آن بازسازی شده‌است. در مجموع ۶٬۵۰۰ متر مربع ساختمان در حدود۲۱ اتاق تمرین، یک سالن اجتماعات، ادارات و فضاهای جانبی را در خود جای داده‌است. سالن اجرای پیر بولز (Pierre Boulez Saal)با ۶۸۲ صندلی، در بال شرقی ساختمان، بر اساس طرحی از فرانک گری معمار مشهور آمریکایی اجرا و آکوستیک آن توسط یاسوهیسا تویوتا طرح ریزی شده است. طراحی سالن کنسرت بیانگر ایده‌های آهنگساز و رهبر ارکستر شهیر فرانسوی پیر بولز است که در مورد این پروژه نیز با او مشورت شده بود. هزینه‌های ساخت و ساز ۳۶ میلیون یورو برآورد شده که توسط خیرین خصوصی تأمین شد و ۲۰ میلیون یورو نیز از دولت فدرال آلمان کمک گرفت. آکادمی بارنبویم-سعید در پاییز سال ۲۰۱۶ به مکان جدید منتقل شد. سالن کنسرت نیز در ۴ مارس ۲۰۱۷ افتتاح شد.

## هنرمندان ایرانی آکادمی
در طول سالها فعالیت این آکادمی ایرانیان بسیاری در این مجموعه به تحصیل مشغول بوده و یا با آن همکاری داشته اند که میتوان به این اشخاص اشاره کرد:
- پریسا سعیدنژاد نوازنده کلارینت
- صدرا فیاض نوازنده ویلن
- نسیم سعد
- کیان سلطانی نوازنده ویولنسل
- سارا توسلی
- بردیا کیارس آهنگساز و رهبر ارکستر

## انتشارات و اجراهای مربوطه
- Daniel Barenboim and Edward W. Said: Parallels and Paradoxes. اکتشافات در موسیقی و جامعه ۲۰۰۴
- "به یاد ادوارد دبلیو سعید. آرا گوزلیمیان و دانیل بارنبویم در گفتگو." ICLS کلمبیا، ۱ فوریه ۲۰۱۳ iTunes
- Elena Cheah(النا چیه): Die Kraft der Musik. ارکستر دیوان غربی - شرقی دیاس. Mit einem Vorwort von Daniel Barenboim. نسخه Elke Heidenreich , C. Bertelsmann. مونیخ ۲۰۰۹.
- "Palestinian-Israeli orchestra marks 10th anniversary" (al Jazeera English), ۲۱ اوت ۲۰۰۹ در یوتیوب
- Daniel Barenboim: Beethoven for All – Symphonies (Decca Classics), 18 January 2012 در یوتیوب
- دانیل بارنبوم پارل. به به، قبل از انتقال کنسرت ارکستر دیوان غربی - شرقی در رام‌الله در سال ۲۰۰۵. آرته، ۱۸ اوت ۲۰۰۵
- ژرژ یامین و دانیل بارنبویم (ویرایش): Funkelnde Hoffnung. Das West – Eastern Divan Orchestra und die Kraft der Musik. کورسو ورلاگ. هامبورگ، ۲۰۱۴.